# Ailurarctos
Ailurarctos — вымерший род млекопитающих подсемейства Ailuropodinae семейства медвежьих. Существовали в позднем миоцене на территории Китая около 8 миллионов лет назад. Считаются предками современной большой панды.
Различные структуры зубов в линии Ailuropoda указывают на мозаичную эволюцию в течение последних 2 миллионов лет. Как и у современных больших панд, у Ailurarctos был ложный большой палец, который позволял ему брать стебли бамбука. Это может означать, что специализированная бамбуковая диета панды восходит к 6—7 миллионам лет назад.

## Виды
- † Ailurarctos yuanmouensis (Zong, 1997)
- † Ailurarctos lufengensis (Qi et al., 1989) typus